# هانس دي بوير
هانس دي بوير (بالهولندية: Hans de Boer)‏ ولد في 17 يناير 1955 وتوفى في 18 يناير 2020، هو اقتصادي هولندي، هو عضوٌ في المجلس الاجتماعي والاقتصادي.